# Johan Hamster
Huite Johannes (Johan) Hamster (Stadskanaal, 3 maart 1982) is een Nederlands filosoof, politicus en bestuurder. Hij is lid van de ChristenUnie.

## Jeugd en opleiding
Hamster is geboren en getogen in Stadskanaal in een gezin met een oudere broer en zus. Zijn vader was machinefabrikant en docent op het Noorderpoort en zijn moeder rijschoolhoudster. Zijn voortgezet onderwijs volgde hij op het vwo van het Ubbo Emmius. Hij studeerde aanvankelijk Engelse taal en cultuur en Internationale betrekkingen aan de Rijksuniversiteit Groningen, maar is er in 2010 afgestudeerd in Filosofie. Tijdens zijn studie was hij werkzaam bij Hans Anders. Hij was ook actief als viool- en filosofiedocent.

## Gemeente Stadskanaal
Hamster begon zijn politieke loopbaan als notulist bij de vergaderingen van de RPF. Later is de RPF samen gegaan met de GPV als ChristenUnie en werd hij in 2002 fractieondersteuner. In 2006 werd hij namens de ChristenUnie lid van de gemeenteraad van Stadskanaal. In 2014 en 2018 was hij opnieuw korte tijd lid van de gemeenteraad. Op 28 april 2010 werd hij namens de ChristenUnie wethouder van Stadskanaal, destijds de jongste wethouder ooit in deze gemeente. In zijn portefeuille had hij onderwijs, jeugd, werk & inkomen, financiën en diverse projecten. Vanaf 23 mei 2018 was hij de 1e locoburgemeester van Stadskanaal.
Hamster kwam eind oktober 2020 landelijk in het nieuws in EenVandaag vanwege de vele bezuinigingen waarmee de gemeente Stadskanaal te maken heeft wegens de tekorten op de jeugd- en ouderenzorg. De gemeenteraad weigert om langer te bezuinigen. Eind januari 2021 werd de gemeente Stadskanaal door de provincie Groningen onder financieel toezicht gesteld. Hij kwam begin februari 2021 landelijk in het nieuws toen hij door het tijdschrift Binnenlands Bestuur werd verkozen tot Beste Lokale Bestuurder van 2020. Hij wordt door de stemmers omschreven als een deskundige en toegankelijke bestuurder. Hij wordt geprezen om zijn samenwerking in de regio en zijn inzet voor kansarmen in de samenleving. Zijn inzet als bestuurder van sociaal werkbedrijf Wedeka wordt hierbij als voorbeeld genoemd.

## Provincie Groningen
Hamster werd in januari 2022 voorgedragen als nieuwe gedeputeerde in de provincie Groningen wegens de benoeming van Henk Staghouwer als minister van Landbouw, Natuur en Voedselkwaliteit in het kabinet-Rutte IV. Op 26 januari dat jaar werd hij hiervoor beëdigd door René Paas, de commissaris van de Koning in Groningen. Als gedeputeerde had hij in zijn portefeuille bovengrond (schade, versterken en governance), landbouw & visserij, natuur & landschap, Wadden & Waddenfonds, internationalisering en gebied Noord-Groningen (Het Hogeland, Eemsdelta). Daar kreeg hij onder meer te maken met de gaswinningsproblematiek in Groningen en de boerenprotesten tegen stikstofbeleid.
Hamster werd in november 2022 verkozen tot lijsttrekker van de ChristenUnie voor de Provinciale Statenverkiezingen van 2023 in de provincie Groningen. Op 29 maart 2023 werd Hamster geïnstalleerd als Statenlid van Groningen. Op 5 juli dat jaar werd hij opnieuw beëdigd als gedeputeerde en heeft hij in zijn portefeuille mobiliteit, gezondheid & welzijn & zorg, bestaanszekerheid (inclusief energiearmoede), energie, klimaat en water. Op 5 juli dat jaar volgde partijgenoot Dick Hoogers hem op als Statenlid. Op 19 maart 2025 stopte hij als gedeputeerde toen er een nieuw college werd benoemd.

## Wedeka Bedrijven
Met ingang van 1 oktober 2025 werd Hamster benoemd tot algemeen directeur van de sociale werkvoorziening Wedeka Bedrijven.

## Privéleven
Hamster is getrouwd en vader van drie kinderen. In 2022 verhuisde hij van Stadskanaal naar Scheemda.